# Palazzo Bigli
Palazzo Bigli è una dimora di epoca sforzesca situata a Milano nel quartiere dei Borghi, presso Via Monte Napoleone. Conserva notevoli esempi di architettura bramantesca nella corte, e decorazioni rinascimentali sul portale e nelle facciate interne.

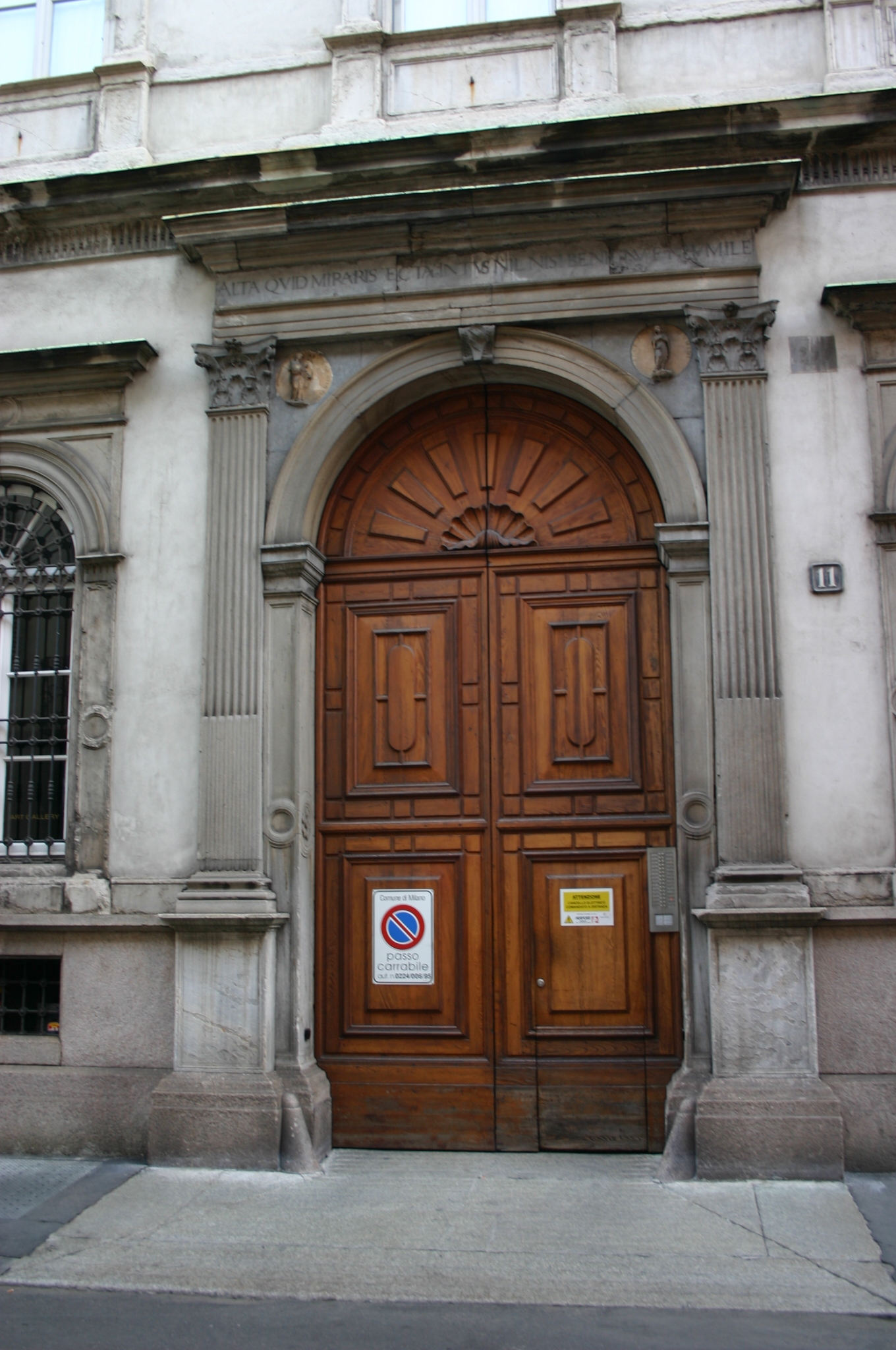
Portale sec. XVI

## Storia
La costruzione del palazzo fu iniziata nell'anno 1500 dalla famiglia patrizia dei Bigli, originari di Rovato, possessori di feudi nel milanese e nel pavese. Dopo breve tempo l'edificio ancora in costruzione fu ceduto agli Aliprandi, che continuarono con i lavori. Le iniziali di Ambrogio Aliprandi, A A, sono ancora visibili nella volta a botte dell'androne d'ingresso, all'interno della decorazione a racemi. Il palazzo fu poi dei Taverna, ed infine dei Ponti.
La facciata venne rifatta in stile neorinascimentale nel 1841 dall'architetto Luigi Baj, che conservò il portale rinascimentale giunto intatto fino a noi. Durante lo stesso intervento furono anche restaurati gli affreschi del cortile. Ulteriori restauri seguirono infine nel novecento per riparare i danni bellici.

## Descrizione
La parte di epoca rinascimentale meglio conservata è il portale marmoreo, di stile classicheggiante, sulle cui forme furono modellate le cornici delle finestre nell'Ottocento. è costituito da un alto cornicione, recante un'iscrizione latina, retto da lesene corinzie, secondo il modello del portale del Banco Mediceo eretto cinquant'anni a poca distanza, prima forse da Michelozzo. Agli angoli dell'arco due tondi rappresentano, in luogo dei profili in uso al tempo, un'annunciazione, attribuita al Bambaja.
L'androne d'ingresso conduce alla corte, porticata su tutti i quattro lati, di cinque archi ciascuno e campate a crociera, di varie profondità. Le colonne in pietra, con capitelli rinascimentali compositi, sorreggono archi in cotto, con chiavi a voluta recanti stemmi gentilizi. Sulle facciate del cortile, nel portico e nel vestibolo sono conservate tracce di affreschi della prima metà del Cinquecento, di stile luinesco.